# عرامة العليا (ذي السفال)

تعديل مصدري - تعديل

عرامة العليا محلة تابعة لقرية عرامة، التابعة لعزلة السيف بمديرية ذي السفال إحدى مديريات محافظة إب في الجمهورية اليمنية، بلغ تعداد سكانها 59 حسب تعداد اليمن لعام 2004.